# Бриџпорт (Небраска)
Бриџпорт (енгл. Bridgeport) град је у америчкој савезној држави Небраска.

## Демографија
По попису из 2010. године број становника је 1.545, што је 49 (-3,1%) становника мање него 2000. године.
| Група             | 2000.         | 2010.         |
| Белци             | 1.319 (82,7%) | 1.203 (77,9%) |
| Афроамериканци    | 2 (0,1%)      | 8 (0,5%)      |
| Азијати           | 5 (0,3%)      | 12 (0,8%)     |
| Хиспаноамериканци | 236 (14,8%)   | 297 (19,2%)   |
| Укупно            | 1.594         | 1.545         |